# Tournefortia breviflora
Tournefortia breviflora är en strävbladig växtart som beskrevs av Dc. Tournefortia breviflora ingår i släktet Tournefortia och familjen strävbladiga växter. Inga underarter finns listade i Catalogue of Life.